# Karl Ebert (Theologe)

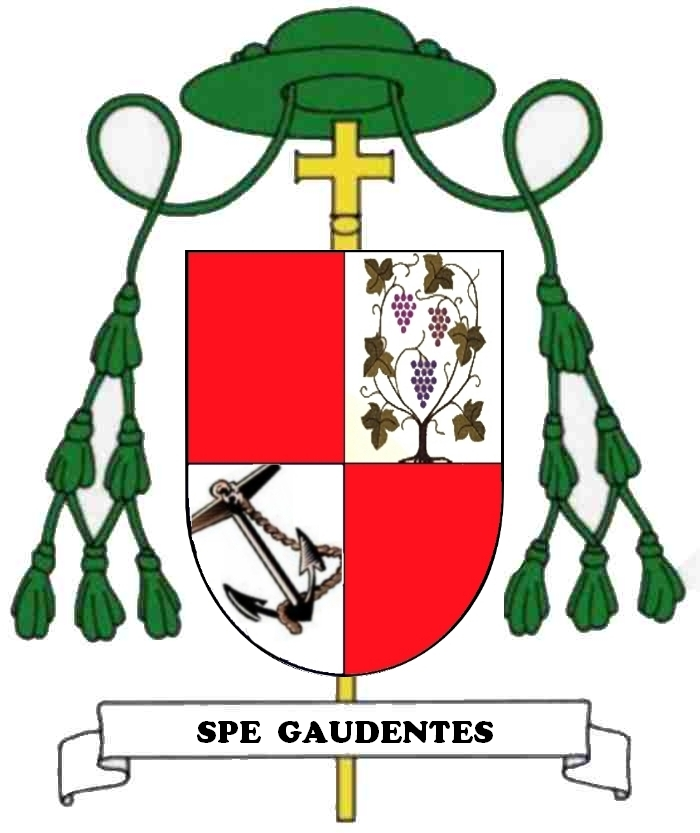
Bischofswappen von Karl Ebert

Karl Christian Ebert (* 15. Oktober 1916 in Würzburg; † 12. November 1974 in Meiningen) war Weihbischof im Bischöflichen Amt Erfurt-Meiningen. 

## Leben
Karl Ebert empfing 1941 die Priesterweihe. Danach war er Kaplan in Arnstein und Soldat der Wehrmacht. 1948 wurde er Kaplan in Hammelburg, 1950 Kuratus sowie Pfarrer in Wernshausen und 1959 Pfarrer in Unterwellenborn. Ab 1968 war er Dekan des Dekanats Saalfeld.
Bischof Josef Stangl ernannte ihn 1971 zum Bischöflichen Kommissar in Meiningen. Am 20. Juli 1973 wurde er von Papst Paul VI. zum Titularbischof von Druas und zum Weihbischof des Bischöflichen Amtes Erfurt-Meiningen. Gleichzeitig wurde er zum Bischofsvikar für das bischöfliche Vikariat Meiningen ernannt. Die Bischofsweihe spendete ihm der Apostolische Administrator im Bischöflichen Amt Erfurt-Meiningen, Hugo Aufderbeck, am 15. September 1973. Mitkonsekratoren waren Johannes Braun, Apostolischer Administrator von Magdeburg, und Heinrich Theissing, Apostolischer Administrator von Schwerin.

## Wahlspruch
Sein Wahlspruch „Spe gaudentes“ (Freut euch in der Hoffnung) entstammt dem Römerbrief (Röm 12,12 ).